# NGC 698
NGC 698 (również PGC 6710) – galaktyka spiralna z poprzeczką (SBab), znajdująca się w gwiazdozbiorze Pieca. Została odkryta 29 listopada 1837 roku przez Johna Herschela.